# نوپو
نوپو سرنام نیروی ویژه پاسداران ولایت یکی از واحدهای زیرمجموعه یگان ویژه فرماندهی انتظامی جمهوری اسلامی ایران است که مأموریت رهایی گروگان و خنثی‌سازی عملیات تروریستی را بر عهده دارد. نیروهای نوپو در ابتدای شکل‌گیری، توسط تیپ ۶۵ نوهد آموزش داده می‌شدند ولی امروزه استادانی از خود یگان به نیروهای جدید آموزش می‌دهند.
رایج‌ترین باور نادرست در مورد نوپو، تلقی آن به عنوان «یگان ویژه فرماندهی انتظامی ایران» می‌باشد. این در حالی است که واحد نوپو، یکی از زیرمجموعه‌های آن محسوب می‌شود. نیروهای ویژه پلیس، در چهار یگان موسی بن جعفر، امام خمینی، امام حسین و امیرالمؤمنین سازماندهی شده‌اند که نوپو، زیرمجموعه آخری محسوب می‌شود.

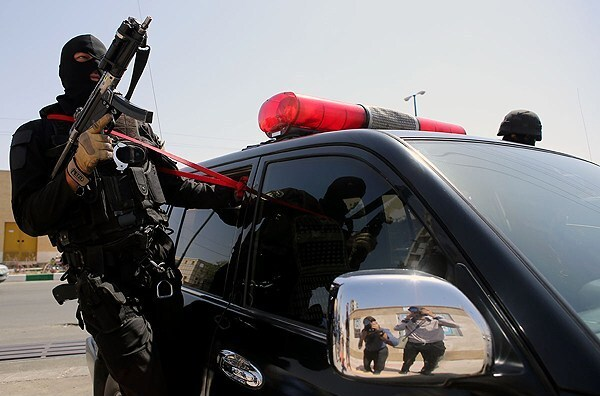
مانور رهایی گروگان توسط نوپو ۳۱ اردیبهشت ۱۳۹۴

## پوشش
لباس نیروهای نوپو در دو نوع پلنگی و مشکی یکپارچه تعریف شده که لباس پلنگی مشابه همان لباس نیروهای یگان ویژه و بیشتر در امور غیر عملیاتی استفاده می‌شود و نوع مشکی یکپارچه که در ماموریت‌ها و مراسمات رسمی و مانورها از آن استفاده می‌نمایند. این پوشش تماماً مشکی و به صورت یکپارچه مانند لباس خلبانان است که رنگش به گفته فرمانده آن به دلیل ایجاد رعب و وحشت برابر اهدافشان بدین گونه انتخاب شده است اما از دلایل یکپارچه بودن آن یعنی جدا نبودن لباس بالاتنه از پایین‌تنه و یک‌تکه بودن آن می‌توان به راحتی و سهولت حرکتی اعضای بدن در حین مأموریت، زمان کمتر برای آماده شدن و… اشاره نمود.

## نام
در منابع موجود دو نام برای این واحد استفاده شده است. در سال ۱۳۹۱ که حسن کریمی عهده‌دار فرماندهی این نیروها شد، نام این واحد را «نیروهای ویژه پاسدار ولایت» برشمرد؛ حال آنکه تا قبل آن نوپو مخفف «نیروهای ویژه پادوحشت» قلمداد می‌شد. وی در توجیه این عمل گفت که در اصطلاحات بین‌المللی برای این نیروها نام پادوحشت کاربرد دارد اما ما آن را به پاسدار ولایت تغییر دادیم.

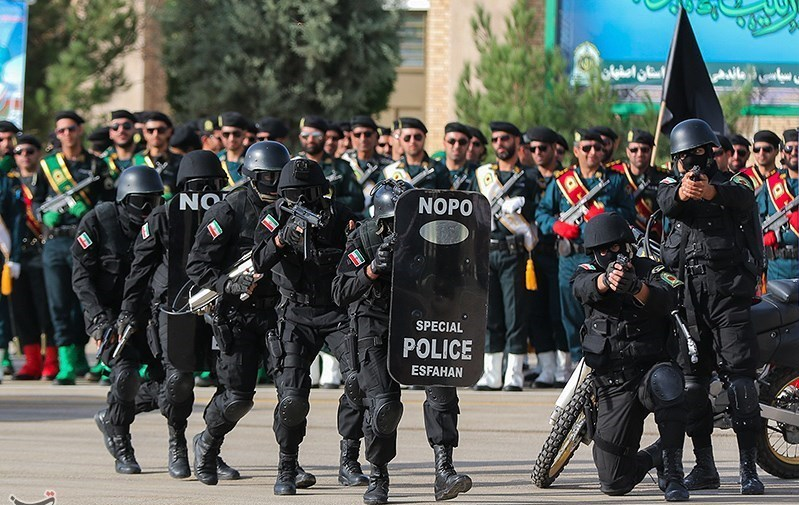
تمرین نوپو در اصفهان

## شکل‌گیری و آغاز به کار
پیش از انقلاب سال ۱۳۵۷، مأموریت‌های رهایی گروگان و ضدتروریستی در اختیار تیپ ۶۵ نوهد قرار داشت و تشکیل آن نیز به زمان قبل از انقلاب بازمی‌گردد که ۳۳ نفر از افراد تیپ ۶۵ توسط کارشناسان خارجی، انتخاب شدند و تحت آموزش قرار گرفتند اما پس از وقوع انقلاب اسلامی ایران، این نیاز در نیروی انتظامی دیده شد تا نیروهای ویژه‌ای (نوپو) با هدف انجام «مأموریت‌های رهایی گروگان و ضدتروریست» آموزش دیده شوند. نوپو در سال ۷۴ به شکل منسجم‌تری درآمد و در سال ۷۶ وظیفه مقابله با تیم‌های تروریستی به این واحد سپرده شد که کمیته بازنشستگان تیپ ۶۵ نوهد نیز در آموزش این نیروها، کمک بسیاری در ابتدای امر داشتند و ادامه این راه توسط خود نیروهای انتظامی جمهوری اسلامی ایران طی شد.

## سرکوب اعتراضات مردمی

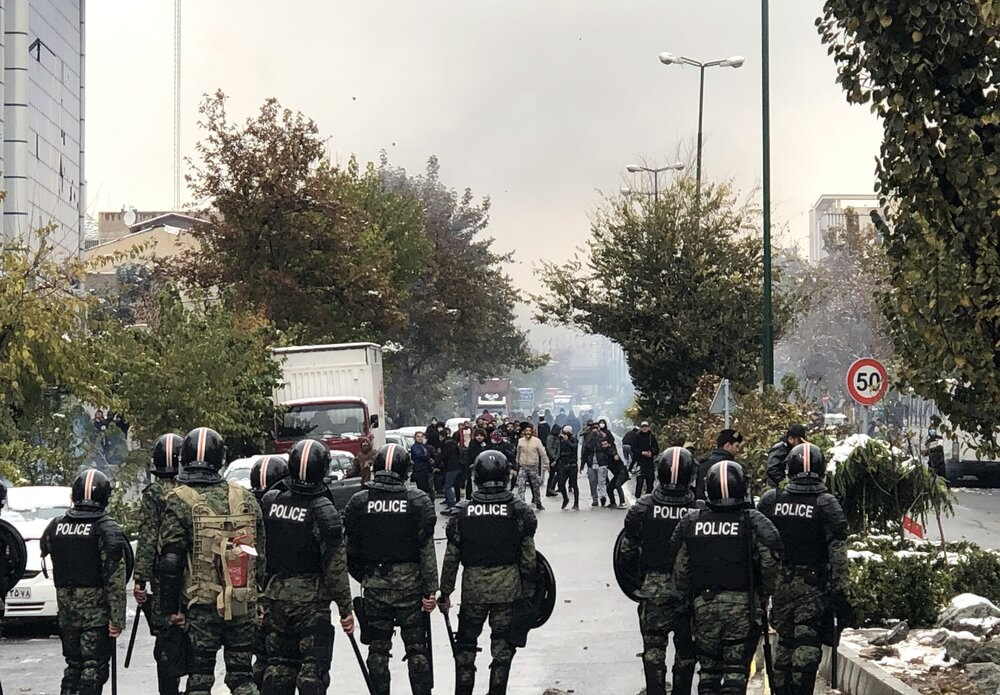
یگان پلیس ضدشورش در جریان اعتراضات آبان ۹۸

حسن کریمی، فرمانده پیشین واحد نوپو در این خصوص گفت که این نیروها در برخورد با اعتراضات دانشجویی سال ۷۸ و اعتراضات سال ۸۸ نقش اصلی را بازی کردند. وی همچنین از ایجاد واحد ویژه «ضد اغتشاش زنان» در این یگان خبر داد و گفت که وظیفه‌اش برخورد با اعتراضات زنان است. وی اعمالی چون کار اطلاعاتی، بازجویی و تخلیه محل تجمع اعتراضات اجتماعی بانوان را شرح وظایف این واحد برشمرد.

## درگیری‌ها
- حمله به کوی دانشگاه تهران (۱۸–۲۳ تیر ۱۳۷۸)[۱۲]
- ناآرامی‌های ایران پس از اعلام نتایج انتخابات ۱۳۸۸[۱۱]
- حمله تروریستی داعش به مجلس ایران
- اعتراضات سال ۹۶ ایران[۱۳]
- اعتراضات دراویش گنابادی[۱۴][۱۵]
- اعتراضات ۱۳۹۸ ایران[۱۶][۱۷]
- خیزش ۱۴۰۱ ایران[۱۸]

## فرماندهان
- سرهنگ محمود محمودی (نامشخص–۱۳۹۱)
- سرهنگ محمد طراقیه (۱۳۹۱–۱۳۹۳)
- سرهنگ حسین امجدیان (۱۳۹۳–۱۳۹۵)
- سرهنگ دوم محسن ابراهیمی (۱۳۹۵–اکنون)[۱۹][۲۰]